# No puede ser (serie de televisión)
No puede ser (estilizado como  NPS: No puede ser) es una serie de televisión de comedia venezolana, creada por Vladimir Pérez, producida por Venevisión International Productions, en coproducción con Boomerang Latinoamérica. La serie es la continuación de Somos tú y yo, basado en la vida de los personajes de Sheryl Rubio y Rosmeri Marval, después del final de la segunda temporada.
Está protagonizada por Sheryl Rubio, Rosmeri Marval y Hendrick Bages, con las actuaciones co-protagónicas de Samantha Méndez, Rosangélica Piscitelli, María Corina Smith y Natalia Moretti.
La serie se estrenó por primera vez el 25 de julio de 2010 por la cadena Venevisión en Venezuela, con una audiencia de 4.3 millones de espectadores. En Latinoamérica se estrenó el 8 de noviembre de ese mismo año, por el canal de pago Boomerang,  mientras que en Italia su estreno fue el 26 de septiembre de 2011 por el canal de señal abierta Frisbee.
En abril de 2020, la serie fue lanzada en toda América Latina de habla hispana en la plataforma de streaming, Pluto TV.

## Argumento
El show gira en torno de Sheryl Sánchez (Sheryl Rubio) y Rosmery Rivas (Rosmeri Marval). Ambas son arrojadas juntas en situaciones hilarantes cuando se inscriban para participar en un reality show, en donde compiten para ganar un gran contrato de grabación con una importante casa discográfica. Mientras ambas luchan por la atención del apuesto Hendrick, un antiguo compañero de escuela que ahora es uno de los consejeros en el campamento de verano donde todos los concursantes tienen que vivir juntos durante la competencia.
Se desarrolla un año y medio después de Somos Tu y Yo, con los problemas de las chicas. Sheryl con el rompimiento con Victor y su carrera decayendo, y Rosmery que la despiden de una tienda de moda debido a que en vez de estar atendiendo a los clientes, se andaba vistiendo todos los atuendos de la misma. Esta serie se desarrolla en la hacienda "La Sorpresa", el cual no es para nada bueno.

## Reparto
- Sheryl Rubio como Sheryl Sánchez
- Rosmeri Marval como Rosmery Rivas / Margarita
- Hendrick Bages como Hendrick Gabriel Welles Rocas
- Samantha Méndez como Laura McDonovan
- Rosangélica Piscitelli como Rosángela "Rosie" Rojas
- Corina Smith como Tina Martínez
- Natalia Moretti como Abril Pérez
- Alfredo Lovera como Carmelo Heraldo Guzmán
- Joshua García como Joshua "Josh" Federico Welles Rocas
- Alejandro Soteldo como Enrique "Kike" Hitchcock
- Francisco Ruiz como Óscar
- Omar Koonze como Nelson
- Aileen Celeste como Tatiana Jiurcovich
- Diego Salazar como Marcos Guzmán
- Catherina Cardozo como Beatriz Rocas
- Myriam Abreu como ella misma
- Victor Drija como Víctor Gómez
- Gustavo Elis como él mismo
- Sixto Rein como él mismo

## Producción
La producción de la serie comenzó después de finalizar Somos tú y yo, un nuevo día, los productores de Boomerang y Venevisión y los distribuidores de la productora chilena Atiempo (El Ojo del Gato, Ozie Boo!, La Tortuga Taruga y Recorcholis y Corchito) en Chile anunciaron el 5 de agosto de 2009 la creación de un nuevo spin-off de Somos tú y yo, la comedia NPS: No puede ser, siguiendo los pasos de los personajes de Sheryl Rubio y Rosmeri Marval, después de Somos tú y yo, un éxito mundial sin precedentes, en esta nueva historia los productores prueban con género diferente, la comedia. El piloto fue grabado el 19 de septiembre de 2009. La serie fue estrenada el 8 de noviembre de 2010.
El programa se estrenó el 8 de noviembre de 2010 y llegó a ser el programa número uno en audiencias infantiles ese día, con un total de 4,2 millones de espectadores, haciendo que Boomerang fuera el número 2 en audiencias totales en ese fin de semana con 1,7 millones de espectadores totales. siendo una de las series más exitosas y vista después de H2O: Sirenas del Mar. El segundo episodio de NPS se estrenó el 10 de noviembre de 2010 titulado "#EntregaEspecial", obteniendo un total de 2,80 millones de espectadores. En la región de México en Boomerang, la serie llegó con un total de 400,000 espectadores, siendo número uno en la región y en Italia también debutó como número uno.

## Episodios
| Temporada | Temporada | Episodios | Emisión original    | Emisión original     |
| Temporada | Temporada | Episodios | Comienzo            | Final                |
| --------- | --------- | --------- | ------------------- | -------------------- |
|           | 1         | 50        | 25 de julio de 2010 | 28 de agosto de 2011 |